# گانگولدنیا
گانگولدنیا (به لاتین: Ganguldeniya) یک منطقهٔ مسکونی در سری‌لانکا است که در استان مرکزی (سری‌لانکا) واقع شده‌است.